# Small Faces
För andra betydelser, se Small Faces (olika betydelser).
Small Faces var en brittisk musikgrupp bildad i London 1965. Gruppen spelade i början av sin karriär starkt R&B-baserad rock och popmusik, för att senare övergå till mer psykedelisk pop. De hade en utpräglad modimage. Gruppen blev mycket populär i England under åren 1966–1968, men är internationellt mest känd för en låt, "Itchycoo Park" från 1967. De har även haft hits med låtar som "All or Nothing", "Tin Soldier" och "Lazy Sunday". De valdes in i Rock and Roll Hall of Fame år 2012.

## Bandet bildas
Sångare och frontman var Steve Marriott. Marriott fick kontakt med basisten och sångaren Ronnie Lane som hade startat ett band. Lane bjöd in Marriott att spela med dem och efter en trög start bildades The Small Faces. Bandet bestod 1965 av Steve Marriott (sång/gitarr), Kenney Jones (trummor), Jimmy Winston (piano/keyboard) och Ronnie Lane (basgitarr). Alla var unga mods och små till växten. "Face" var ett slanguttryck för en ledare bland engelska mods – därav namnet på gruppen. Gruppen fick skivkontrakt på Decca Records. De var på sina tidiga inspelningar kraftigt inspirerade av amerikansk soul och R&B. Bandets tidiga sånguppsättning inkluderade R&B och soul-klassiker som James Browns "Please, Please, Please", Smokey Robinsons "You've Really Got a Hold on Me" och Ben E. Kings "Stand by Me".

## Genombrottet

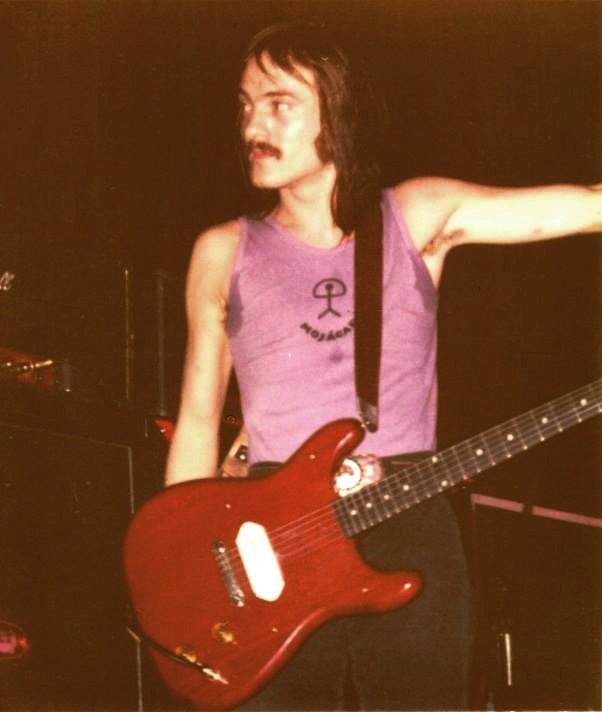
Steve Marriott, frontfigur i Small Faces

Gruppen gjorde succé i Storbritannien med debutsingeln "Whatcha Gonna Do About It" och den tredje singeln "Sha-La-La-La-Lee" som blev deras första topp 10-hit i hemlandet i februari 1966. Jimmy Winston ersattes efter de första singlarna av Ian McLagan. I maj 1966 släpptes gruppens självbetitlade debutalbum som kom att ligga 25 veckor på brittiska albumlistan. I augusti samma år toppade gruppen brittiska singellistan med "All or Nothing" vilken också blev en hitsingel i flera andra europeiska länder. I november släpptes "My Mind's Eye", vilken blev ytterligare en topp 10-placerad singel. Genombrottet i USA lät dock vänta på sig.
I slutet av 1966 uppstod en schism mellan gruppen och deras manager på Decca, Don Arden. Det ledde till att gruppen omgående skrev kontrakt på Andrew Loog Oldhams nystartade Immediate Records. Deras första singel där, "Here Come the Nice" bröt med deras tidigare ljudbild och var betydligt mer psykedelisk. Samtidigt fortsatte Decca att ge ut inspelningar med gruppen som de inte själva godkänt, bland annat singeln "I Can't Make It" vilken bara blev en måttlig singelframgång då gruppen inte hjälpte till att marknadsföra den. Gruppen släppte också sitt andra studioalbum på sitt nya bolag. Liksom debuten var albumet självbetitlat, vilket lett till viss förvirring när diskografier ska sammanställas över gruppen.

## Framgångarna kommer…
I augusti 1967 släpptes "Itchycoo Park" som innebar en stor internationell hit, och gruppens enda notabla listplacering i USA där den nådde sextonde plats på Billboard Hot 100. Efter framgångarna med "Itchycoo Park" och den efterföljande mer rockbetonade singeln "Tin Soldier" var ett nytt album i full gång att spelas in. Inför detta beslöt man släppa singeln "Lazy Sunday" som Marriott spelat in på skämt. På Immediate ansågs låten ha hitpotential och släpptes som singel 1968 mot bandets vilja, resultatet blev en andraplacering på Englandslistan. Albumet, Ogden's Nut Gone Flake, blev också en succé och innehåller förutom "Lazy Sunday" även hitlåtarna "Song of a Baker" och "Afterglow". Skivan, som är ett konceptalbum, blev snabbt etta på UK Albums Chart. Man fick dock problem när man ville framföra låtarna på albumet live, på grund av deras komplexa studioproduktioner.

## …och försvinner igen
Nästa singel att släppas blev "The Universal". Den blev en hyfsad framgång men inte på långa vägar en lika stor hit som deras tidigare låtar. Marriott visade mindre och mindre intresse för att fortsätta i gruppen. Det dröjde inte länge förrän han hoppade av, mitt under ett liveframträdande tidigt 1969. Gruppen fortsatte med två ersättare, nu under namnet The Faces. Ersättarna var inga mindre än Rod Stewart och Ron Wood (tidigare i The Birds samt The Jeff Beck Group). Gruppen levererade sedan en rad av hits under första halvan av 1970-talet. Marriott bildade Humble Pie med Peter Frampton. I och med gruppens uppbrott släppte Immediate samlings-LP:n The Autumn Stone.

## Återföreningar
I slutet av 1970-talet återförenades de "riktiga" Small Faces, men det blev inte långvarigt då de inte lyckades göra någon succé. Ytterligare en återförening av gruppen skulle antagligen ha skett i början på 1990-talet om inte Marriott omkommit i en eldsvåda i sitt hus 20 april 1991. Den 4 juni 1997 dog även Ronnie "Plonk" Lane i sviterna av sjukdomen multipel skleros (MS).

## Bandmedlemmar
- Kenney Jones – trummor, percussion, sång (1965–1969, 1975–1978)
- Ronnie Lane – basgitarr, sång, gitarr (1965–1969, 1975; död 1997)
- Steve Marriott – sång, gitarr, munspel, keyboard (1965–1968, 1975–1978; död 1991)
- Jimmy Winston – keyboard, sång, gitarr (1965)
- Ian McLagan – keyboard, sång, gitarr, basgitarr (1965–1969, 1975–1978; död 2014)
- Rick Wills – basgitarr, sång (1976–1978)
- Jimmy McCulloch – gitarr (1977; död 1979)

## Diskografi
Studioalbum
- Small Faces (1966) (Decca)
- Small Faces (1967) (Immediate)
- There Are But Four Small Faces (1967) (Columbia, USA-album)
- Ogden's Nut Gone Flake (1968)
- Playmates (1977)
- 78 in the Shade (1978)

Samlingsalbum (urval)
- From the Beginning (1967)
- The Autumn Stone (1969)